# Montaña Cardón
Montaña Cardón este o arie protejată (arie specială de conservare — SAC, sit de importanță comunitară — SCI) din Spania întinsă pe o suprafață de 1.233,6 ha, integral pe uscat.

## Localizare
Centrul sitului Montaña Cardón este situat la coordonatele 28°15′22″N 14°09′36″W / 28.256°N 14.1599°V.

## Înființare
Situl Montaña Cardón a fost declarat sit de importanță comunitară în octombrie 1999 pentru a proteja 3 specii de plante și 1 specie de animale. Situl a fost protejat și ca arie specială de conservare în ianuarie 2010.

## Biodiversitate
Situată în ecoregiunea , aria protejată conține 2 habitate naturale: Galerii și tufărișuri riverane sudice (Nerio-Tamaricetea și Securinegion tinctoriae), Tufărișuri termo-mediteraneene și de pre-deșert.
La baza desemnării sitului se află mai multe specii protejate:
- plante (3): Caralluma burchardii, Convolvulus caput-medusae, Crambe sventenii
- reptile (1): Chalcides simonyi